# Берні (плутонський кратер)
Берні (англ. Burney) — кратер на Плутоні, майже 300 км у поперечнику. Розташований між краєм Венери й Вояджера, на півночі від краю Вікінга. Його названо 8 серпня 2017 року МАСом на честь Венеції Берні — дівча, що придумало назву для карликової планети.